# Festival Internacional de Cine de Venecia de 2012
El 69.º Festival Internacional de Cine de Venecia, organizado por la Bienal de Venecia, tuvo lugar en la ciudad italiana entre los días 29 de agosto y 8 de septiembre de 2012. Abrió el festival el director indio Mira Nair con la película The Reluctant Fundamentalist. Terrence Malick presentó la película A la Maravilla, que fue acogida con ambos abucheos, aunque aclamada por los críticos, en la première.
El León de Oro a la Mejor Película fue para el filme Pietà, dirigida por el coreano Kim Ki-duk. Paul Thomas Anderson, con su película El Maestro, ganó el León de Plata al Mejor Director. La actriz israelí Hadas Yaron, con su trabajo en Llenar el vacío fue galardonada con el premio a la Mejor Actriz en el festival.

## Jurado
Las siguientes personas fueron seleccionadas para formar parte del jurado de esta edición:
Sección oficial

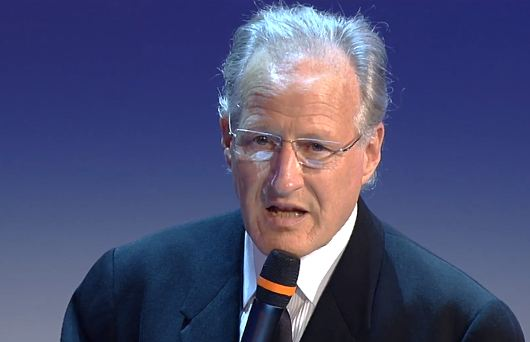
Michael Mann, presidente del jurado de la competición oficial

- Michael Mann, director estadounidense (Presidente)
- Marina Abramović, artista serbio
- Laetitia Casta, actriz francesa
- Peter Ho-sun Chan, director de Hong Kong
- Ari Folman, director israelí
- Matteo Garrone, director italiano
- Ursula Meier, director franco-suizo
- Samantha Morton, director y actriz británico
- Pablo Trapero, director argentino

Horizons (Orizzonti)
- Pierfrancesco Favino, actor italiano (Presidente)
- Sandra den Hamer, director del Festival de Rotterdam
- Runa Islam, artista y cineasta británico
- Jason Kliot, productor estadounidense
- Nadine Labaki, director y actriz libanés
- Milcho Manchevski, director macedonio
- Amir Naderi, director y guinoista iraní

Opera Prima
- Shekhar Kapur, director y actor hindú (Presidente)
- Michel Demopoulos, crítico de cine griego
- Isabella Ferrari, actriz italiana
- Matt Reeves, director y guionista estadoundiense
- Bob Sinclar, productor musical y DJ francés

## Selección oficial

### En Competición
Las siguientes dieciocho películas fueron seleccionadas para la competición oficial:
| Título español           | Título original       | Director(s)                      | País de producción            |
| ------------------------ | --------------------- | -------------------------------- | ----------------------------- |
| Después de mayo          | Après mai             | Olivier Assayas                  | Francia                       |
| A cualquier precio       | At Any Price          | Ramin Bahrani                    | Estados Unidos                |
| El Maestro               | The Master            | Paul Thomas Anderson             | Estados Unidos                |
| Bella addormentata       | Bella addormentata    | Marco Bellocchio                 | Francia, Italia               |
| La quinta estación       | La cinquième saison   | Peter Brosens, Jessica Woodworth | Bélgica, Netherlands, Francia |
| Llenar el vacío          | Lemale et ha'halal    | Rama Burshtein                   | Israel                        |
| È stato il figlio        | È stato il figlio     | Daniele Cipri                    | Italia                        |
| Un giorno speciale       | Un giorno speciale    | Francesca Comencini              | Italia                        |
| Pasión                   | Passion               | Brian De Palma                   | Francia, Alemania             |
| Superstar                | Superstar             | Xavier Giannoli                  | Francia, Bélgica              |
| Pietà                    | 피에타                | Kim Ki-duk                       | Corea del Sur                 |
| Outrage 2                | アウトレイジ ビヨンド | Takeshi Kitano                   | Japón                         |
| Spring Breakers          | Spring Breakers       | Harmony Korine                   | Estados Unidos                |
| To the Wonder            | To the Wonder         | Terrence Malick                  | Estados Unidos                |
| Thy Womb                 | Sinapupunan           | Brillante Mendoza                | Filipinas                     |
| Las líneas de Wellington | Linhas de Wellington  | Valeria Sarmiento                | Portugal, Francia             |
| Paraíso: Fe              | Paradies: Glaube      | Ulrich Seidl                     | Austria, Francia, Alemania    |
| Traición                 | Izmena                | Kirill Serébrennikov             | Rusia                         |

### Fuera de Competición
Las películas siguientes fueron seleccionadas para ser exhibidas fuera de competición:
Ficción
| Título español                | Título original              | Director(s)        | País de producción       |
| ----------------------------- | ---------------------------- | ------------------ | ------------------------ |
| Bait                          | Bait                         | Kimble Rendall     | Australia, Singapore     |
| Pacto de silencio             | The Company You Keep         | Robert Redford     | EE. UU.                  |
| Desconexión                   | Disconnect                   | Henry-Alex Rubin   | EE. UU.                  |
| Forgotten                     | Du hast es versprochen       | Alex Schmidt       | Alemania                 |
| Gebo et l'ombre               | O Gebo e a Sombra            | Manoel de Oliveira | Portugal, Francia        |
| The Iceman                    | The Iceman                   | Ariel Vromen       | EE. UU.                  |
| Cherchez Hortense'            | Cherchez Hortense'           | Pascal Bonitzer    | Francia                  |
| Amor es todo lo que necesitas | Den Skaldede Frisør          | Susanne Bier       | Dinamarca, Suecia        |
| El hombre que ríe             | L’homme qui rit              | Jean-Pierre Ameris | Francia, República Checa |
| Penance (TV miniseries, 270') | Shokuzai                     | Kiyoshi Kurosawa   | Japón                    |
| El fundamentalista reticente  | The Reluctant Fundamentalist | Mira Nair          | India, Pakistan, EE. UU. |
| Tai Chi 0                     | Tai ji 1: Cong 0 kai shi     | Stephen Fung       | China                    |

No-Ficción
| Título español             | Título original            | Director(s)    | País de producción           |
| -------------------------- | -------------------------- | -------------- | ---------------------------- |
| Bad 25                     | Bad 25                     | Spike Lee      | EE. UU.                      |
| Enzo Avitabile Music Life  | Enzo Avitabile Music Life  | Jonathan Demme | Italia, EE. UU.              |
| Lullaby to My Father       | Lullaby to My Father       | Amos Gitai     | Israel, Francia, Suiza       |
| Peter Brook: The Tightrope | Peter Brook: The Tightrope | Simon Brook    | Reino Unido, Francia, Italia |

Proyecciones especiales
| Título español                    | Título original                   | Director(s)                            | País de producción |
| --------------------------------- | --------------------------------- | -------------------------------------- | ------------------ |
| Anton’s Right Here                | Anton tut ryadom                  | Lyubov Arkus                           | Rusia              |
| Clarisse (corto)                  | Clarisse (corto)                  | Liliana Cavani                         | Italia             |
| Come voglio che sia il mio futuro | Come voglio che sia il mio futuro | Maurizio Zaccaro                       | Italia             |
| La nave dulce                     | La nave dolce                     | Daniele Vicari                         | Italia, Albania    |
| El impenetrable                   | El impenetrable                   | Daniele Incalcaterra, Fausta Quattrini | Argentina, Francia |
| It Was Better Tomorrow            | Ya man aach                       | Hinde Boujemaa                         | Túnez              |
| Medici con l'Africa               | Medici con l'Africa               | Carlo Mazzacurati                      | Italia             |
| Sfiorando Il Muro                 | Sfiorando Il Muro                 | Silvia Giralucci, Luca Ricciardi       | Italia             |
| Witness: Libya                    | Witness: Libya                    | Abdallah Omeish                        | EE. UU.            |

## Horizontes (Orizzonti)
Las películas siguientes fueron seleccionadas para la sección Horizontes (Orizzonti):
Largometrajes
| Título en español           | Título original                   | Director(s)          | País de producción           |
| --------------------------- | --------------------------------- | -------------------- | ---------------------------- |
| Araf - Somewhere in Between | Araf                              | Yeşim Ustaoğlu       | Turquía                      |
| Gli equilibristi            | Gli equilibristi                  | Ivano De Matteo      | Italia, Francia              |
| Boxing Day                  | Boxing Day                        | Bernard Rose         | Reino Unido, EE. UU.         |
| The Cutoff Man              | Menatek Ha-Maim                   | Idan Hubel           | Israel                       |
| Volar con la grulla         | Gaosu tamen, wo cheng baihe qu le | Li Ruijun            | China                        |
| Secuestro                   | Kapringen                         | Tobias Lindholm      | Dinamarca                    |
| L'intervallo                | L'intervallo                      | Leonardo Di Costanzo | Italia, Suiza, Alemania      |
| Leones                      | Leones                            | Jazmin Lopez         | Argentina, Francia, Holanda  |
| Baja marea                  | Low Tide                          | Roberto Minervini    | EE. UU., Italia, Bélgica     |
| Me too                      | Ja tozhe hochu                    | Aleksei Balabanov    | Rusia                        |
| The Paternal House          | Khanéh Pedari                     | Kianoosh Ayari       | Irán                         |
| Bellas mariposas            | Bellas mariposas                  | Salvatore Mereu      | Italia                       |
| Tango libre                 | Tango libre                       | Frédéric Fonteyne    | Bélgica, Francia, Luxemburgo |
| Three Sisters (documental)  | San zimei                         | Wang Bing            | Francia, Hong Kong           |
| Wadjda                      | Wadjda                            | Haifaa al-Mansour    | Arabia Saudí, Alemania       |
| Winter of Discontent        | El sheita elli fat                | Ibrahim El Batout    | Egypt                        |
| Yema                        | Yema                              | Djamila Sahraoui     | Argelia, Francia             |
| The Millennial Rapture      | Sennen no yuraku                  | Koji Wakamatsu       | Japón                        |

Cortometrajes
| Título original                 | Director(s)                       | País de producción         |
| ------------------------------- | --------------------------------- | -------------------------- |
| Cargo                           | Carlo Sironi                      | Italia                     |
| Jingang Jing                    | Ming-Liang Tsai                   | Taiwán                     |
| Bansulli                        | Min Bham                          | Nepal                      |
| Frank-Étienne vers la béatitude | Constance Meyer                   | Francia                    |
| I’m the One                     | Paola Morabito                    | Australia                  |
| Cho-De                          | Min-Young Yoo                     | Corea del Sur              |
| Living Still Life               | Bertrand Mandico                  | Francia, Belgium, Germany  |
| Luisa no está en casa           | Celia Rico Clavellino             | Spain                      |
| Titloi telous                   | Yorgos Zois                       | Greece                     |
| Las manos limpias               | Carlos Armella                    | México                     |
| Marla                           | Nick King                         | Australia                  |
| Miracle Boy                     | Jake Mahaffy                      | EE. UU.                    |
| Resistente                      | Renate Costa Perdomo, Salla Sorri | Denmark, Paraguay, Finland |
| La sala                         | Alessio Giannone                  | Italia                     |
| O Afinador                      | Fernando Camargo, Matheus Parizi  | Brazil                     |

## Venice Classics
Las películas siguientes estuvieron seleccionadas para ser exhibidas en la sección de Venice Classics:
Películas restauradas
| Título español                                                 | Título original                                       | Director(s)                           | País de producción |
| -------------------------------------------------------------- | ----------------------------------------------------- | ------------------------------------- | ------------------ |
| La décima víctima (1965)                                       | La decima vittima                                     | Elio Petri                            | Italia             |
| American Dreams (1984, documental)                             | American Dreams (1984, documental)                    | James Benning                         | EE. UU.            |
| Carmen vuelve a casa (1951)                                    | Karumen kokyo ni kaeru                                | Kinoshita Keisuke                     | Japón              |
| Campanadas a medianoche (1965)                                 | Campanadas a medianoche (1965)                        | Orson Welles                          | España             |
| Fanny y Alexander (1982)                                       | Fanny och Alexander                                   | Ingmar Bergman                        | Sweden             |
| Los caballeros las prefieren rubias (1953)                     | Gentlemen Prefer Blondes                              | Howard Hawks                          | EE. UU.            |
| El fantasma y la señora Muir (1947)                            | The Ghost and Mrs. Muir                               | Joseph L. Mankiewicz                  | EE. UU.            |
| La puerta del cielo (1980)                                     | Heaven’s Gate                                         | Michael Cimino                        | EE. UU.            |
| Himala ("Miracle") (1982)                                      | Himala ("Miracle") (1982)                             | Ishmael Bernal                        | Filipinas          |
| Investigación sobre un ciudadano libre de toda sospecha (1970) | Indagine su un cittadino al di sopra di ogni sospetto | Elio Petri                            | Italia             |
| El caso Mattei (1972)                                          | Il caso Mattei                                        | Francesco Rosi                        | Italia             |
| Pocilga (1969)                                                 | Porcile                                               | Pier Paolo Pasolini                   | Italia             |
| Ana Garibaldi (1952)                                           | Camicie rosse                                         | Goffredo Alessandrini, Francesco Rosi | Italia             |
| Stromboli (1950)                                               | Stromboli, terra di Dio                               | Roberto Rossellini                    | Italia             |
| El crepúsculo de los dioses (1950)                             | Sunset Boulevard (1950)                               | Billy Wilder                          | EE. UU.            |
| Tell Me Lies (1968)                                            | Tell Me Lies (1968)                                   | Peter Brook                           | Reino Unido        |
| Avoir 20 ans dans les Aurès (1972)                             | Avoir 20 ans dans les Aurès (1972)                    | René Vautier                          | Francia            |

Documentales de cine
| Título original                                          | Director(s)                                                             | País de producción      |
| -------------------------------------------------------- | ----------------------------------------------------------------------- | ----------------------- |
| Las versiones de campanadas a medianoche de Orson Welles | Luciano Berriatúa                                                       | España                  |
| Monicelli: La versione di Mario                          | Mario Canale, Felice Farina, Mario Gianni, Wilma Labate, Annarosa Morri | Italia                  |
| Gli anni delle immagini perdute                          | Adolfo Conti                                                            | Italia                  |
| Conteurs d'images (Dreamers)                             | Noelle Deschamps                                                        | Francia                 |
| Dai nostri inviati alla Mostra di Venezia                | Giuseppe Giannotti, Enrico Salvatori, Davide Savelli                    | Italia                  |
| Harry Dean Stanton: Partly Fiction                       | Sophie Huber                                                            | EE. UU., Suiza          |
| Miradas múltiples (La máquina loca)                      | Emilio Maillé                                                           | México, Francia, España |
| La guerra dei vulcani                                    | Francesco Patierno                                                      | Italia                  |
| Valentino's Ghost                                        | Michael Singh                                                           | United States, India    |
| Sedia Elettrica: il making of del film Io e Te           | Monica Strambini                                                        | Italia                  |

«Biennale College - 80!»
Las películas siguientes estuvieron seleccionadas para ser exhibidas en la sección de "Biennale College - Cinema":
| Título original                                  | Director(s)                                      | País de producción |
| ------------------------------------------------ | ------------------------------------------------ | ------------------ |
| Ahora te vamos a llamar hermano (1971, short)    | Raoul Ruiz                                       | Chile              |
| A Bagful of Fleas (Pytel blech) (1963)           | Vera Chytilová                                   | Checoslovaquia     |
| The Brigand (Il brigante) (1961)                 | Renato Castellani                                | Italia             |
| Dieu a besoin des hommes (1950)                  | Jean Delannoy                                    | Francia            |
| Free at Last (1968)                              | Gregory Shuker, James Desmond, Nicholas Proferes | EE. UU.            |
| Gengis Khan (1950)                               | Manuel Conde, Salvador Lou                       | Filipinas          |
| The Last Night (Poslednjaja noc’) (1936)         | Julij Jakovlevic Rajzman                         | URSS               |
| Mud-Covered City (Zablácené Mesto) (1963, short) | Václav Táborský                                  | Checoslovaquia     |
| Pagine chiuse (1968)                             | Gianni Da Campo                                  | Italia             |
| Stress Is Three (Stress-es tres-tres) (1968)     | Carlos Saura                                     | España             |

Proyecciones especiales
Las películas siguientes estuvieron seleccionadas para ser exhibidas en la sección de proyecciones especialesː
| Título original                                    | Director(s)      | País de producción     |
| -------------------------------------------------- | ---------------- | ---------------------- |
| Carmel (2009)                                      | Amos Gitai       | Israel, France, Italia |
| Convitto Falcone (Short)                           | Pasquale Scimeca | Italia                 |
| Hommage to Simone Massi (17 short films - 76 min.) | Simone Massi     | Italia                 |

## Secciones independientes

### Semana Internacional de la Crítica
Las películas siguientes fueron seleccionadas para la 27ª Semana Internacional de la Crítica del Festival de Cine de Venecia:
En competición
| Título en español     | Título original       | Director(s)       | País de producción |
| --------------------- | --------------------- | ----------------- | ------------------ |
| Eat Sleep Die         | Äta sova dö           | Gabriela Pichler  | Suecia             |
| La città ideale       | La città ideale       | Luigi Lo Cascio   | Italia             |
| Küf                   | Ali Aydın             | Turquía, Alemania |                    |
| O luna in Thailandia  | O luna in Thailandia  | Paul Negoescu     | Rumanía            |
| No quiero dormir sola | No quiero dormir sola | Natalia Beristain | México             |
| Welcome Home          | Welcome Home          | Tom Heene         | Bélgica            |
| Lotus                 | Xiao he               | Liu Shu           | China              |

Fuera de competición
| Título original    | Director(s) | País de producción                       |
| ------------------ | --- | ---------------------------------------- |
| Water              | Nir Sa'ar, Maya Sarfaty, Mohammad Fuad, Yona Rozenkier, Mohammad Bakri, Ahmad Bargouthi, Pini Tavger, Tal Haring | Israel, Francia y Territorios palestinos |
| Kiss of the Damned | Xan Cassavetes                                                                                                   | Estados Unidos                           |

### Venice Days
Las películas siguientes fueron seleccionadas para la 9ª edición de la sección de Venice Days (Giornate degli Autori):
Selección oficial
| Título en español  | Título original    | Director(s)         | País de producción           |
| ------------------ | ------------------ | ------------------- | ---------------------------- |
| Blondie            | Blondie            | Jesper Ganslandt    | Suecia                       |
| Crawl              | Crawl              | Hervé Lasgouttes    | Francia                      |
| Epilogue           | Hayuta ve Berl     | Amir Manor          | Israel                       |
| N/A                | Il Gemello         | Vincenzo Marra      | Italia                       |
| Inheritance        | Héritage           | Hiam Abbass         | France, Israel, Turkey       |
| Keep Smiling       | Gaigimet           | Rusudan Chkonia     | Francia, Georgia, Luxembourg |
| Kinshasa Kids      | Kinshasa Kids      | Marc-Henri Wajnberg | Bélgica, Francia             |
| Pinocchio          | Pinocchio          | Enzo D'Alò          | Francia                      |
| Queen of Montreuil | Queen of Montreuil | Sólveig Anspach     | Francia                      |
| Steel              | Acciaio            | Stefano Mordini     | Italia                       |
| Stories We Tell    | Stories We Tell    | Sarah Polley        | Canadá                       |
| The Weight         | Muge               | Jeon Kyu-hwan       | Corea del Sur                |

Proyecciones especiales
| Título original                                 | Director(s)                                                                                            | País de producción |
| ----------------------------------------------- | --- | ------------------ |
| Terramatta                                      | Costanza Quatriglio                                                                                    | Italia             |
| Non mi avete convinto                           | GFilippo Vendemmiati                                                                                   | Italia             |
| Bob Wilson's Life and Death of Marina Abramović | Giada Colagrande                                                                                       | Italia             |
| L'uomo che amava il cinema                      | Marco Segato                                                                                           | Italia             |
| 6 sull'autobus                                  | Simone Dante Antonelli, Giacomo Bisordi, Rita de Donato, Irene di Lelio, Antonio Ligas, Emiliano Russo | Italia             |

Miu Miu Los cuentos de las mujeres
| Título original                  | Director(s)      | País de producción          |
| -------------------------------- | ---------------- | --------------------------- |
| It’s Getting Late (8,3 min)      | Massy Tadjedin   | Italia, USA                 |
| Meshes of the Afternoon (14 min) | Maya Deren       | EE. UU.                     |
| Muta (6,5 min)                   | Lucrecia Martel  | Italia, Argentina, Paraguay |
| The Powder Room (2,5 min)        | Zoe Cassavetes   | Italia, Reino Unido         |
| The Woman Dress (6,8 min)        | Giada Colagrande | Italia, EE. UU.             |

Premio Lux
| Título original      | Director(s) | País de producción |                                     |
| -------------------- | ----------- | ------------------ | ----------------------------------- |
| Just the Wind        | Csak a szél | Benedek Fliegauf   | Hungría                             |
| Shun Li and the Poet | Io sono Li  | Andrea Segre       | Italia                              |
| Tabu                 | Tabu        | Miguel Gomes       | Portugal, Alemania, Brasil, Francia |

Proyecciones especiales (Cinema Corsaro)
| Título original                                                      | Director(s)                     | País de producción |
| -------------------------------------------------------------------- | ------------------------------- | ------------------ |
| Gli intrepidi                                                        | Giovanni Cioni                  | Italy              |
| Iolanda tra bimba e corsara                                          | Tonino De Bernardi              | Italy              |
| Games                                                                | Alessio Di Zio                  | United States      |
| Fame in California                                                   | Alessio Di Zio                  | United States      |
| Tacoma                                                               | Alessio Di Zio                  | United States      |
| Vers Madrid: The Burning Bright (Work in progress)                   | Sylvain George                  | Spain, France      |
| Le tigri di Mompracem (TV Mini-Series 1974- )                        | Ugo Gregoretti                  | Italy              |
| Carmela, salvata dai filibustieri (Carmela, Saved by the Buccaneers) | Giovanni Maderna, Mauro Santini | Italy              |
| Materiali preparatori inediti per il film: "Altrove" (40 min)        | Corso Salani                    | Italy              |
| Egh c'è e non c'è - Carta bianca a Enrico Ghezzi                     | Enrico Ghezzi                   | Italy              |

Venice nights
| Título original                      | Director(s)                         | País de producción |
| ------------------------------------ | ----------------------------------- | ------------------ |
| Le cose belle                        | Agostino Ferrente, Giovanni Piperno | Italy              |
| Francesco De Gregori. Finestre rotte | Stefano Pistolini                   | Italy              |
| The Golden Temple                    | Enrico Masi                         | Italy, UK          |
| My Friend Johnny                     | Alessandra Cardone                  | Italy              |
| Nozze d'Agosto                       | Andrea Parena                       | Italy              |
| Il risveglio del fiume segreto       | Alessandro Scillitani               | Italy              |
| Tralala                              | Masbedo                             | Italia             |

## Premios

### Controversia sobre León de Oro

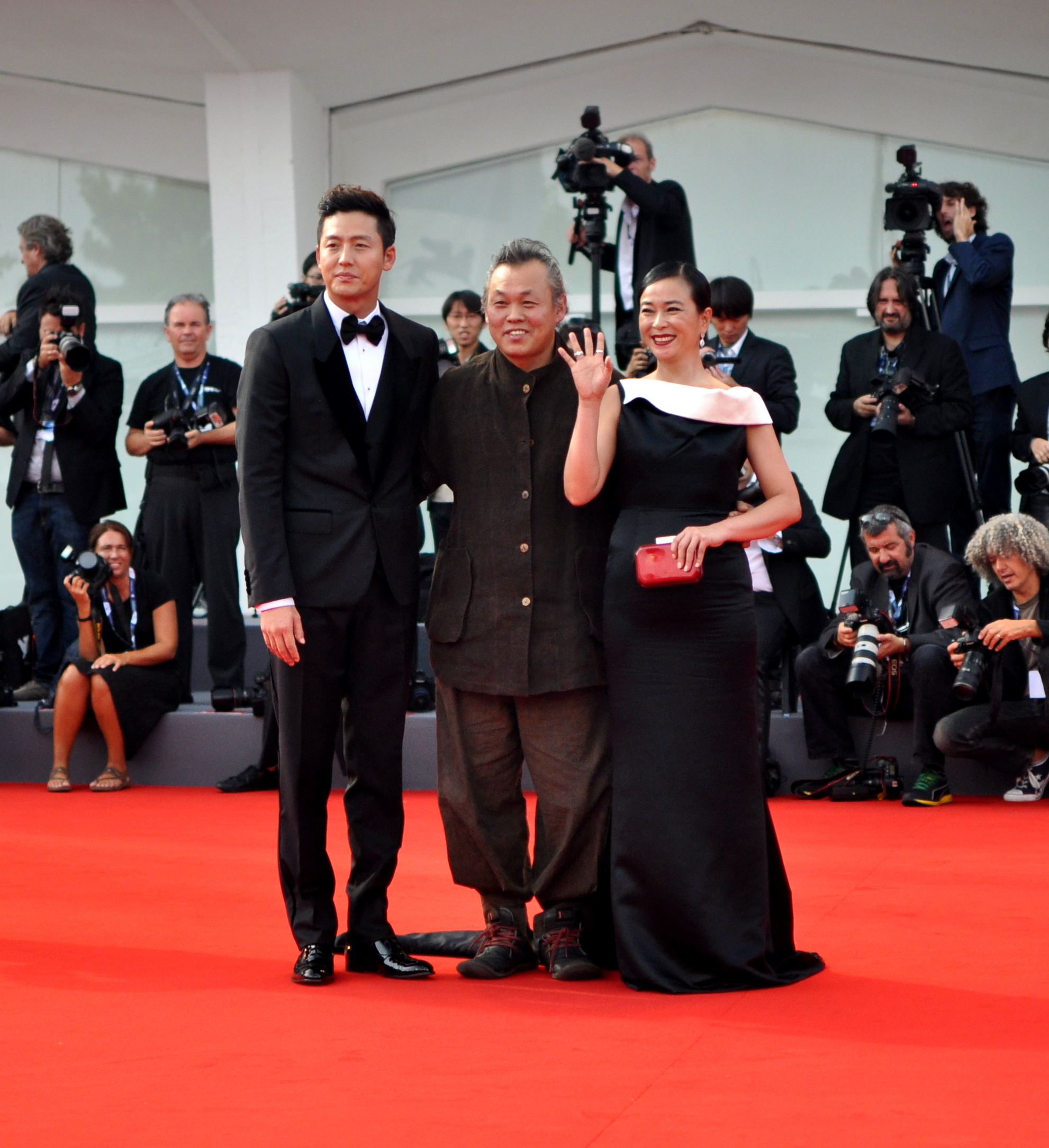
Kim Ki-duk y los dos protagonistas de la película Pietà en la alfombra roja de Venecia

El jurado dirigido por el director Michael Mann originalmente tenía pensado otorgar el premio de León de Oro a Paul Thomas Anderson con El Maestro, junto con el León de Plata al menjor director y al mejor actor. Aun así, debido a una regla nueva del festival prohibiendo emparejamiento el León de Oro con otros premios, el jurado volvió a deliberar y sacar a uno de los premios para El Maestro, y el León Dorado fue otorgado a Kim Ki-duk con su Pietà.
Los premios siguientes estuvieron otorgados en la 69.ª edición:
- León de Oro: Pietà de Kim Ki-duk
- León de Plata a la mejor dirección: Paul Thomas Anderson por The Master
- Premio de Jurado especial: Paraíso: Fe  de Ulrich Seidl
- Coppa Volpi al Mejor actor: Philip Seymour Hoffman y Joaquin Phoenix por The Master
- Coppa Volpi a la mejor actriz: Hadas Yaron por Llenar el vacío
- Premio Marcello Mastroianni a la mejor actor o actriz revelación: Fabrizio Falco por Bella Addormentata
- Premio Osella a la mejor fotografía: Daniele Cipri por È stato il figlio
- Premio Osella al mejor guion: Olivier Assayas por Después de mayo

Horizons (Orizzonti)
- Mejor película: Three Sisters (San zimei) de Wang Bing
- Premio especial del jurado: Tango libre de Frédéric Fonteyne
- Premio Horizons YouTube al mejor corto: Invitation (Cho-De) de Min-Young Yoo
- Premio Cine europeo (corto): Out Of Frame (Titloi telous) de Yorgos Zois

Premios especiales
- León dorado a toda una trayectoria: Francesco Rosi
- Premio Persol de tributo al talento visionario: Michael Cimino
- Premio Jaeger-LeCoultre Glory al cineasta: Spike Lee
- Premio L’Oréal Paris per il Cinema: Giulia Bevilacqua

### Secciones independientes
Semana Internacional de la Crítica de Venecia
- León de Futuro
- "Luigi de Laurentis" a la mejor película de debut: Küf de Ali Aydın
- Premio "RaroVideo" Audience: Come, duerme, muere de Gabriela Pichler
- Premio Arca CinemaGiovani a la mejor película italiana: La città ideale de Luigi Lo Cascio

Venice Days (Giornati degli Autori)
- Premio Cines Label Europa: Crawl de Hervé Lasgouttes
- Premio Lina Mangiacapre: Queen of Montreuil de Sólveig Anspach
- Premio Cinematográfico “Civitas Vitae prossima” Award: Terramatta de Costanza Quatriglio

### Otros premios colaterales
Los siguientes films fueron premiados en la secciones independientes:
- Premios FIPRESCI[24]
  - Mejor película (Competición oficial):The Master de Paul Thomas Anderson
  - Mejor película (Horizons): L'intervallo de Leonardo Di Costanzo (Horizons)
- Premio SIGNIS: To the Wonder de Terrence Malick

Mención especial: Llenar el vacío de Rama Burshtein
- Premio Francesco Pasinetti (SNGCI) 
  - Mejor película: L'intervallo de Leonardo Di Costanzo (Horizons)
  - Mejor documental: La nave dulce de Daniele Vicari (Fuera de competición)
  - Mejor Actor: Valerio Mastandrea por Gli equilibristi (Horizons)
  - Pasinetti Speciale: Clarisse de Liliana Cavani (Out of Competition)
- Leoncino d'Oro Agiscuola: Pietà de Kim Ki-duk

Mención sobre el Cine de UNICEF: È stato il figlio de Daniele Ciprì
- Premio Brian: Bella Addormentata de Marco Bellocchio
- Queer Lion (Associazione Cinemarte): Muge de Jeon Kyu-hwan
- Premio Arca CinemaGiovani -  Venezia 69: La quinta estación de Peter Brosens y Jessica Woodworth
- Premio Biografilm Lancia(ex-aequo): La nave dulce de Daniele Vicari y Bad25 de Spike Lee  (Fuera de competición)
- Bisato d'Oro:
  - Mejor película: Bellas Mariposas de Salvatore Mereu
  - Mejor Director: Jazmín López por Leones
  - Mejor actriz: Nora Aunor por Thy Womb
- Premio CICT - UNESCO "Enrico Fulchignoni": L'intervallo de Leonardo Di Costanzo (Horizons)
- Premio CICAE - Cinema d’Arte e d’Essai: Wadjda de Haifaa Al Mansour (Horizons)
- Premio CinemAvvenire:
  - Mejor película - Venezia 69: Paraíso: Fe de Ulrich Seidl
  - Mejor película - Il cerchio non è rotondo: Wadjda de Haifaa Al Mansour (Horizons)
- Premio FEDIC: L'intervallo de Leonardo Di Costanzo (Horizons)

Mención especial: Bellas Mariposas de Salvatore Mereu
- Premio Fondazione Mimmo Rotella: Después de mayo de Olivier Assayas
- Premio Future Film Festival Digital: Bad25 de Spike Lee (Fuera de competición)

Mención especial: Spring Breakers  de Harmony Korine
- Premio P. Nazareno Taddei: Pietà de Kim Ki-duk

Mención especial: Thy Womb (Sinapupunan) de Brillante Mendoza
- Premio Lanterna Magica (CGS): L'intervallo de Leonardo Di Costanzo (Horizons)
- Premio Open: Pacto de silencio de Robert Redford (Fuera de competición)
- Premio La Navicella – Venezia Cinema: Thy Womb (Sinapupunan) de Brillante Mendoza
- Premio AIF - FORFILMFEST: L'intervallo de Leonardo Di Costanzo (Horizons)
- Ratón de oro: Pietà de Kim Ki-duk
- Ratón de plata: Anton's Right Here (Anton tut ryadom) de Lyubov Arku (Out of competition)
- Premio UK - Italy Creative Industries – Premio a la mejor innovación: L'intervallo de Leonardo Di Costanzo (Horizons)
- Premio Gillo Pontecorvo - Arcobaleno Latino: Laura Delli Colli
- Premio Christopher D. Smithers Foundation: Low Tide de Roberto Minervini (Horizons)
- Premio Interfilm a la promoción del diálgo interreligioso: Wadjda de Haifaa Al Mansour (Horizons)
- Premio Giovani Giurati del Vittorio Veneto Film Festival: Pacto de silencio de Robert Redford (Fuera de competición)

Mención especial: Toni Servillo por su papel en È stato il figlio
- Premio Green Drop: La quinta estación de Peter Brosens y Jessica Woodworth